# Gonzalo Jara
Gonzalo Jara, född 29 augusti 1985, är en chilensk fotbollsspelare som spelar för chilenska Universidad de Chile. 

## Klubbkarriär
Gonzalo Jara gjorde sin professionella debut 2003 i Huachipato. Han spelade i Colo-Colo 2007 till 2009 och värvades till West Bromwich i augusti 2009.
Den 16 juli 2014 skrev Jara på ett tvåårskontrakt med tyska Mainz 05.

## Landslagskarriär
2006 debuterade han för Chile då laget åkte på sin Europaturné. Då spelade Chile mot Irland, Elfenbenskusten och Sverige.
Jara har spelat för Chiles U23-landslag i 2005 FIFA World Youth Championship.
Han blev omtalad under Copa America 2015 efter att ha i en match mot Uruguay stoppat upp ett finger i uruguayanen Edinson Cavanis rumpa.